# 桑克塔光鰓魚
桑克塔光鰓魚（學名：Chromis sanctaehelenae），又稱桑克塔光鰓雀鯛，是輻鰭魚綱鱸形目雀鯛科光鰓魚屬的其中一種，分布於東南大西洋聖赫勒拿島海域，深度5至35公尺，體長可達13公分，棲息在礁石區，以浮游生物為食，繁殖期時成對出現，雄魚會守護卵直到孵化，生活習性不明。